# Blind Rage
A Blind Rage az Accept német heavy metal zenekar tizennegyedik stúdióalbuma, amely 2014. augusztus 15-én jelent meg a Nuclear Blast gondozásában. Ez az utolsó Accept-lemez, amelyen szerepelt Stefan Schwarzmann dobos és Hermann Frank ritmusgitáros. A finn és német lemezeladási listákat megjelenése hetében vezette az album, Magyarországon pedig a 2. helyre került. Ez volt az utolsó album Herman Frank gitárossal és Stefan Schwarzmann dobossal, akik 2014 végén elhagyták a zenekart. Helyüket Uwe Lulis és Christopher Williams vette át.

## Számlista
1. Stampede – 5:14
2. Dying Breed – 5:21
3. Dark Side of My Heart – 4:37
4. Fall of the Empire – 5:45
5. Trail of Tears – 4:08
6. Wanna Be Free – 5:37
7. 200 years – 4:00
8. Bloodbath Mastermind – 5:59
9. From the Ashes We Rise – 5:43
10. The Curse – 6:28
11. Final Journey – 5:02

## Közreműködők
- Mark Tornillo – ének
- Wolf Hoffmann – Gitár
- Herman Frank – Gitár
- Peter Baltes – Basszusgitár
- Stefan Schwarzmann – Dob